# Joaquín Gutiérrez (football)
Joaquín Gutiérrez, né le 4 juillet 2002 à Chiguayante au Chili, est un footballeur chilien. Il joue au poste d'arrière droit au CD Huachipato.

## Biographie

### En club
Né à Chiguayante au Chili, Joaquín Gutiérrez est formé par le CD Huachipato. C'est avec ce club qu'il débute en professionnel. Il joue son premier match le 25 septembre 2020, lors d'une rencontre de première division chilienne face au Deportes La Serena. Il est titularisé et les deux équipes se neutralisent (1-1 score final),.
Gutiérrez inscrit son premier but en professionnel le 16 janvier 2021, à l'occasion d'une rencontre de championnat face au Santiago Wanderers. Titulaire, il participe à la victoire de son équipe par quatre buts à zéro.
Il s'impose progressivement dans l'équipe première et à 20 ans il compte déjà trois saisons en professionnel, devenant l'une des révélations du championnat chilien en 2022.

### En sélection
Avec les moins de 20 ans, il fait un total de deux apparitions en 2020.
En juin 2023, Joaquín Gutiérrez est convoqué pour la première fois avec l'équipe nationale du Chili, par le sélectionneur Eduardo Berizzo.
En janvier 2024 il est sélectionné avec l'équipe du Chili Olympique pour participer au Tournoi pré-olympique de la CONMEBOL 2024.